# Juan Antonio Pezet
Juan Antonio Pezet y Rodríguez de la Piedra (Lima, 11 de junio de 1809-Chorrillos, 24 de marzo de 1879), fue un militar y político peruano, que ocupó los cargos de primer ministro, vicepresidente y finalmente Presidente del Perú de 1863 a 1865.

## Biografía

### Carrera militar y política
Hijo de José Pezet y Monel y de María del Rosario Rodríguez de la Piedra. Su padre, médico, periodista, literato y parlamentario, sirvió a la causa independentista. Su abuelo fue un marino francés, Antoine Pezet, que había llegado a Lima en 1765.
Fue bautizado en la parroquia de Santa Ana en 1810. Empezó sus estudios en el Real Convictorio de San Carlos, pero ganado por la causa patriota, abandonó las aulas y se presentó ante el general José de San Martín en el cuartel de Huaura (1821). Admitido en el Ejército Libertador como cadete (tenía 12 años de edad), participó en la entrada de Lima y en el primer sitio del Callao. Ascendido a subteniente, integró la Legión Peruana e intervino en las batallas de Torata y Moquegua durante la Primera Campaña de Intermedios. Luego participó en la batalla de Zepita, durante la Segunda Campaña de Intermedios (1823). Promovido a teniente, y ya bajo las órdenes de Simón Bolívar y Antonio José de Sucre, peleó en las batallas finales de la independencia: Junín y Ayacucho (1824). Como ayudante, acompañó a Sucre en la campaña del Alto Perú, donde posteriormente fue creada la república de Bolivia.
De regreso al Perú, fue ascendido a capitán y transferido al Batallón Zepita (1827), en cuyas filas acompañó al general Agustín Gamarra en la campaña de Bolivia de 1828, que puso fin a la presencia colombiana en dicho país. En 1831 fue promovido a sargento mayor y pasó a ser Comandante Militar del Desaguadero, en la frontera con Bolivia, a raíz de una nueva tensión surgida con dicha República.
Ya con el grado de teniente coronel, en 1833 sirvió como edecán del presidente Luis José de Orbegoso, a quien acompañó al Callao poco antes del estallido de la sublevación del general Pedro Pablo Bermúdez y la Mariscala, en enero de 1834. Durante la guerra civil participó en la batalla de Huaylacucho y en el abrazo de Maquinhuayo que puso fin a la lucha, en abril del mismo año. Luego siguió al presidente Orbegoso en su gira por el sur y al producirse la sublevación de Felipe Santiago Salaverry, fue ascendido a coronel y nombrado jefe del batallón Libres de Arequipa (1835). Pero cuando Orbegoso pactó la intervención del ejército boliviano, Pezet solicitó su retiro del servicio.

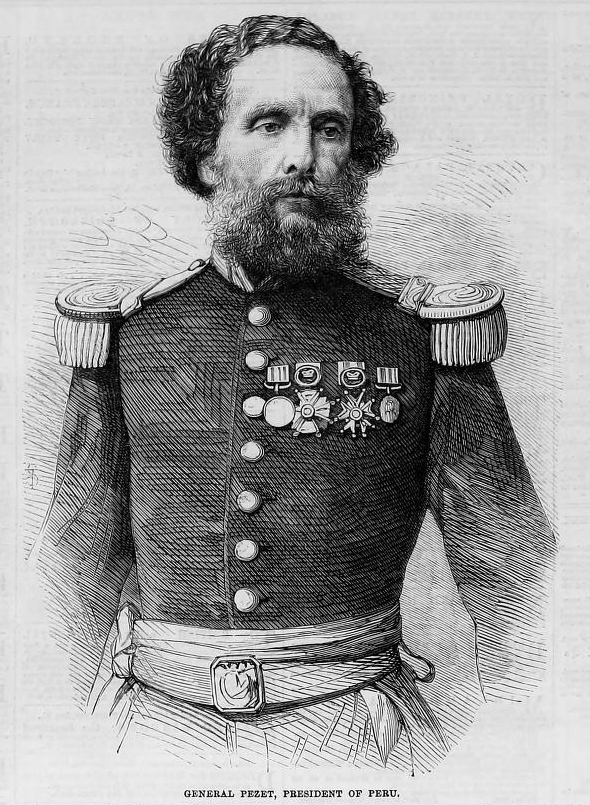
General Juan Antonio Pezet.

Bajo la Confederación Perú-Boliviana ejerció como contador de la aduana de Islay, de donde pasó a la aduana del Callao; tras la invasión del Ejército Restaurador del Perú fue destituido de ese cargo (1838). Luego de la derrota y muerte del presidente Gamarra en Ingavi y producida la invasión boliviana en 1841, fue llamado nuevamente al servicio y nombrado jefe de estado mayor de la segunda división del Ejército del Sur.
Hecha la paz con Bolivia, Pezet apoyó el levantamiento del general Juan Francisco de Vidal y luchó en la batalla de Agua Santa, librada el 17 de octubre de 1842; por su destacada conducta en el campo de batalla fue ascendido a General de Brigada.Vidal, ya como Presidente del Perú, lo nombró Prefecto de Lima y le confió el mando de una división que debía oponerse a la revolución de Manuel Ignacio de Vivanco; sin embargo, Pezet se pasó a las filas de dicho caudillo, y en su nombre ejerció el poder interinamente, de 27 de marzo a 7 de abril de 1843. Luego entregó el poder a Vivanco, quien instauró el Directorio y lo nombró la inspector general del ejército y prefecto del departamento de La Libertad, pero pronto hubo de enfrentar la revolución constitucional encabezada por los generales Domingo Nieto y Ramón Castilla. Como jefe de Estado mayor, Pezet estuvo en la batalla de Carmen Alto, donde resultó herido y hecho prisionero (17 de julio de 1844).
No obstante ser vivanquista, el primer gobierno de Castilla requirió sus servicios y lo nombró inspector general de la Guardia Nacional (1846). Al año siguiente fue enviado a Arequipa con la misión de formar tropas. Ejerció interinamente la prefectura de dicho departamento, y con igual cargo pasó a Moquegua (1848).
Durante el gobierno del general José Rufino Echenique fue nombrado general en jefe del ejército que se organizó en el sur, al producirse una nueva amenaza de guerra con Bolivia. Sorprendido por el estallido de la revolución liberal de 1854 encabezada por Castilla en Arequipa, no pudo contenerla, pero se mantuvo leal al gobierno de Echenique hasta su derrota en la batalla de La Palma, donde comandó una de las divisiones del ejército (5 de enero de 1855).
Desterrado primero a Chile y alejado del servicio militar, retornó a los nueve meses, reincorporándose al ejército. En 1859 el presidente Castilla lo nombró ministro de Guerra y Marina. Fue jefe de Estado Mayor durante la guerra con el Ecuador (1859-1860). Llegó a presidir el Consejo de Ministros, y como tal, se hizo cargo del Poder Ejecutivo de julio a agosto de 1860, por la incapacidad temporal de Castilla (herido en un atentado) y del vicepresidente Juan Manuel del Mar (por enfermedad). En tal calidad le correspondió presidir la ceremonia de instalación del Congreso encargado de reformar la Constitución, el 28 de julio de 1860.
En 1862 resultó elegido primer vicepresidente de la República, acompañando al presidente electo, mariscal Miguel de San Román, junto con el segundo vicepresidente, Pedro Diez Canseco. Pero su mal estado de su salud lo obligó a pedir licencia y trasladarse a Europa, dirigiéndose a los balnearios medicinales de Vichy, Francia, con el propósito de restablecerse.
La muerte de San Román en abril de 1863 lo obligó a volver al Perú para asumir el poder como Presidente Constitucional, pues de acuerdo a la Constitución de 1860, en su calidad de primer vicepresidente le correspondía completar el periodo constitucional del mandatario fallecido (que finalizaba en 1866).

### Presidencia de la República

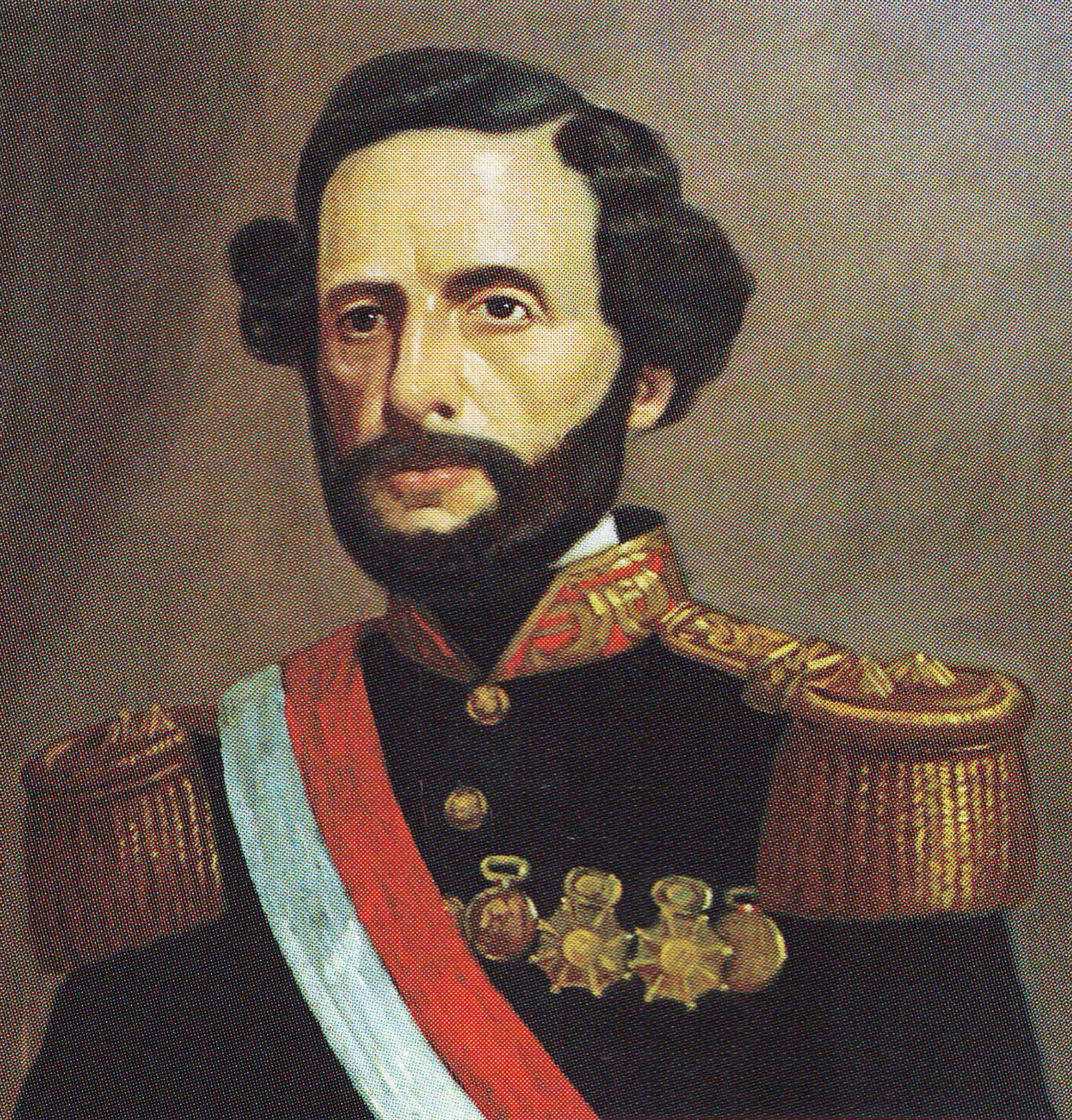
El Coronel Juan Antonio Pezet, presidente del Perú.

Pezet asumió la presidencia del Perú el 5 de agosto de 1863. Colaborador suyo fue el abogado Juan Antonio Ribeyro, como primer ministro y ministro de Relaciones Exteriores. El suceso más importante de su gobierno fue el espinoso conflicto diplomático que enfrentó a raíz de la ocupación de las islas Chincha por una escuadra española, que por entonces realizaba un viaje por las costas americanas, autodenominándose como «expedición científica».
Los problemas con España empezaron justo en el momento en que Pezet asumió el gobierno. El 4 de agosto de 1863 (es decir, un día antes de su regreso al Perú), se desató un incidente en la hacienda peruana de Talambo (cerca de Chiclayo) entre inmigrantes vascos y agricultores peruanos, como resultado del cual un español resultó muerto y otros cuatro quedaron heridos. El «incidente de Talambo» no pasaba de ser más que un caso policial, que fue sometido al fuero judicial local, pero el gobierno español explotó el suceso a su favor, enviando a un personaje excéntrico, Eusebio Salazar y Mazarredo, bajo el título de Ministro de Su Majestad en Bolivia y Comisario Extraordinario para el Perú, para que exigiera satisfacciones al Perú por supuestos agravios. El gobierno peruano, aunque aceptó entrevistarse con el enviado español, le indicó que no le reconocía el cargo de Comisario, pues ese tratamiento no se estilaba en la moderna diplomacia y más bien recordaba a los enviados de la época colonial, advirtiéndole que solo lo recibiría como agente del gobierno de Madrid. Salazar rechazó entonces cualquier entrevista y marchó al encuentro de su escuadra, donde se entrevistó con el almirante español Pinzón, acordando ambos la ocupación de las islas Chincha, como protesta, a  decir de ellos, por la grave ofensa inferida por el Perú a la soberanía española. Las islas Chincha era entonces la principal productora del guano peruano, que entonces era muy cotizado en el mercado internacional. Se sabe que Salazar había puesto su mira en esa riqueza para financiar la recuperación de Gibraltar (territorio español en poder de los ingleses), según confesó en carta dirigida al ministro de gobierno español Joaquín Francisco Pacheco, fechada el 12 de abril de 1864.
El 14 de abril de 1864, la escuadra española, surta en el Callao, se dirigió a las islas Chincha, decretando su ocupación. La escasa guarnición peruana que las resguardaba fue rápidamente reducida y los marinos españoles izaron su pabellón en las islas. Pinzón adujo que la ocupación de las islas Chincha era solo en calidad de represalia y como rehén para forzar negociaciones con el gobierno peruano y obtener satisfacciones. Sin embargo, esas acciones de los marinos españoles fueron observadas con mucho cuidado por el gobierno español; que si bien en un comienzo no dio su aprobación, finalmente decidió respaldarlas con el envío de cuatro buques de guerra. Asimismo, se decidió el reemplazo de Pinzón por el vicealmirante José Manuel Pareja.
Pese a que la ciudadanía peruana pedía el uso de la fuerza ante lo que consideraban una flagrante ocupación del territorio nacional, el presidente Pezet apeló a la diplomacia para solucionar el conflicto, lo que en realidad era una forma de ganar tiempo para armar adecuadamente al Perú. A Europa se enviaron comisiones para negociar la adquisición de buques de guerra y material bélico. Entre los comisionados figuraban los marinos Miguel Grau y Aurelio García y García.

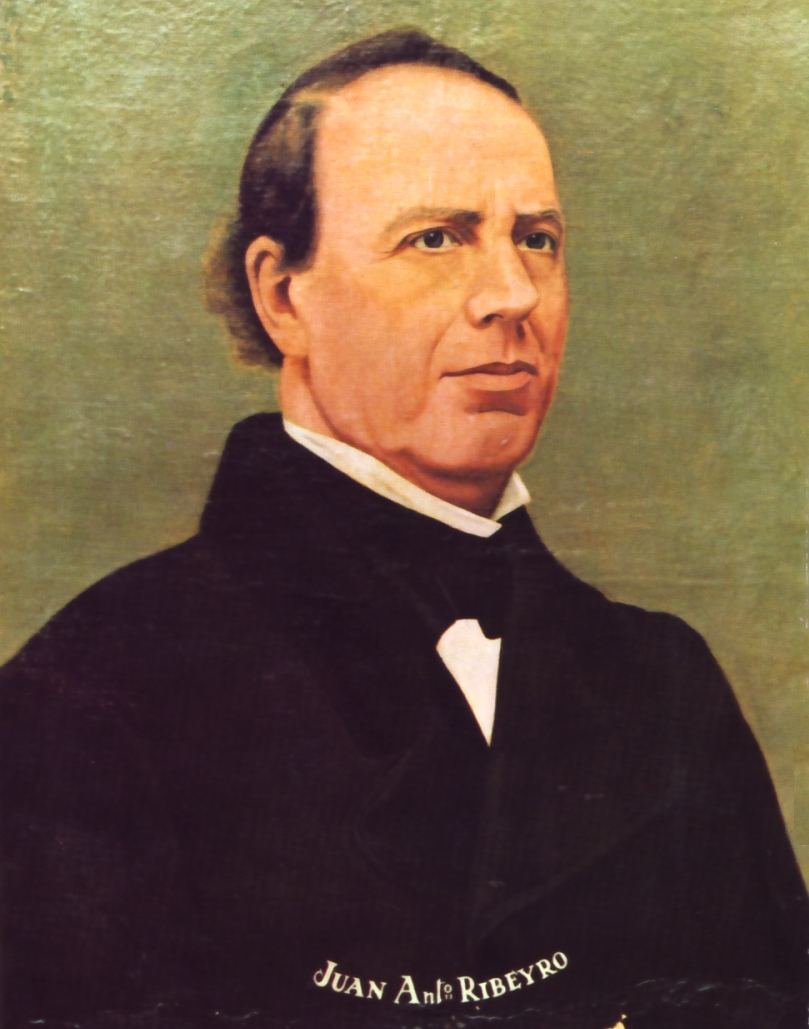
Juan Antonio Ribeyro, primer ministro y canciller del gobierno de Pezet. Tatarabuelo del escritor Julio Ramón Ribeyro.

En Lima se reunió el Congreso Americano, con representantes de los países del continente, los cuales dieron su respaldo al gobierno peruano, rechazando la ocupación de las islas Chincha y exigiendo al almirante Pareja su devolución al Perú. En diciembre de 1864, el almirante Pareja se enfrascó en intensas negociaciones diplomáticas con el general Manuel Ignacio de Vivanco, nombrado representante del presidente Pezet, las mismas que concluyeron el 27 de enero de 1865 con la suscripción del Tratado Vivanco-Pareja. El Perú, si bien recuperaba las islas Chincha, se comprometía a pagar tres millones de pesos como indemnización por los gastos de la escuadra española.  El acuerdo fue rechazado por un mayoritario sector de la ciudadanía peruana, pues lo consideraba humillante y contrario a los intereses del país. Tampoco fue aprobado por el Congreso. La actitud del gobierno fue vista como debilidad, generando gran indignación, que desembocó en el estallido de la revolución nacionalista encabezada por el coronel Mariano Ignacio Prado, en Arequipa, el 24 de febrero de 1865.
Los revolucionarios establecieron su campamento en Chincha (costa sur) y desde allí avanzaron sobre Lima. Al mando del general Pedro Diez Canseco, empezaron a ingresar a la capital en la madrugada del 6 de noviembre de 1865, burlando a las tropas gobiernistas que vigilaban los contornos de la ciudad. El populacho se unió a los revolucionarios y el Palacio de Gobierno fue atacado. Tras seis horas de lucha, la resistencia en Palacio fue vencida, siendo sometido este local al incendio y al pillaje, perdiéndose importantes archivos que se remontaban a la época colonial. Pezet, que se hallaba en las afueras de la ciudad al frente de sus tropas, al ver caída la capital, no quiso causar más derramamiento de sangre y renunció al poder, el 8 de noviembre. Acto seguido, se asiló junto con sus principales colaboradores en la corbeta británica Shear Water.
Acusado por Castilla de «convivencias criminales» y por el bando vencedor de «traidor y ladrón», Pezet se embarcó para Europa, donde permaneció hasta 1871.

### Obras de su gobierno
Pese a que el asunto que más demandó la atención a Pezet fue el conflicto con España, su gobierno pudo realizar obras importantes, entre las que mencionamos las siguientes:
- Se expidió un Reglamento de Comercio.
- Se abrió la Escuela de Artes y Oficios.
- Se instaló el apostadero fluvial de Iquitos.

### Últimos años

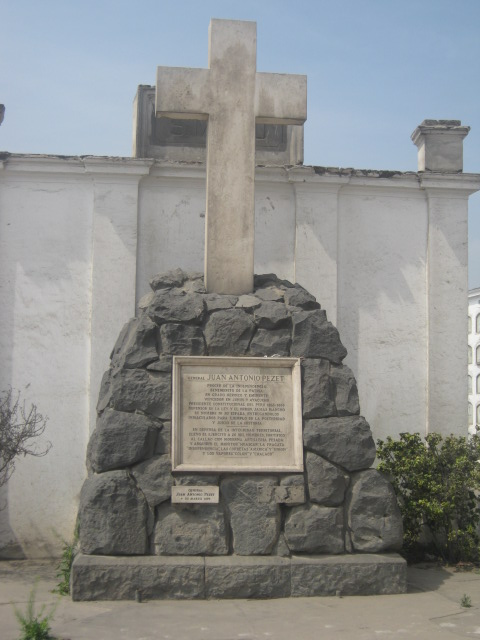
Tumba de Juan Antonio Pezet en el Cementerio Presbítero Matías Maestro.

Radicado en Richmond, Inglaterra, movió sus influencias para apresurar la salida de los buques de guerra que había adquirido su gobierno, en particular el monitor Huáscar y la fragata Independencia.
Tras volver al Perú en 1871, se mantuvo retirado de la política. Falleció en Chorrillos, pocos días antes del estallido de la guerra del Pacífico.  Se cuenta que, por entonces, el presidente Mariano Ignacio Prado (que había vuelto al poder por la vía legal en 1876), había propuesto a sus ministros nombrar a Pezet como jefe del ejército de la república, ante el inminente conflicto con Chile. Mariano Felipe Paz Soldán se encargó de llevar el mensaje a Pezet, quien, ya muy enfermo, respondió repitiendo un viejo dicho: «Diga usted a Prado que al asno muerto, la cebada al rabo».

## Descendencia
El 24 de junio de 1830, se casó con la dama arequipeña Juana de Tirado y Coronel-Zegarra, hija de Manuel de Tirado y Abril y Rosalía Coronel Zegarra. La pareja tuvo un único hijo, el diplomático Juan Federico Pezet y Tirado.
Entre sus descendientes se encuentran a Federico Alfonso Pezet Eastted, Víctor Pezet Eastted y Max Arias-Schreiber Pezet.